# Nordine Kandil
Nordine Kandil (Strasburgo, 31 ottobre 2001) è un calciatore francese, centrocampista dell'Amiens.

## Carriera
Cresciuto nel settore giovanile dello Strasburgo, il 14 maggio 2021 ha firmato il suo primo contratto da professionista con la squadra. Il 17 ottobre successivo ha esordito in Ligue 1, giocando l'incontro vinto per 5-1 contro il Saint-Étienne.

## Statistiche

### Presenze e reti nei club
Statistiche aggiornate al 22 maggio 2022.
| Stagione        | Squadra         | Campionato      | Campionato | Campionato | Coppe nazionali | Coppe nazionali | Coppe nazionali | Coppe continentali | Coppe continentali | Coppe continentali | Altre coppe | Altre coppe | Altre coppe | Totale | Totale |
| Stagione        | Squadra         | Comp            | Pres       | Reti       | Comp            | Pres            | Reti            | Comp               | Pres               | Reti               | Comp        | Pres        | Reti        | Pres   | Reti   |
| --------------- | --------------- | --------------- | ---------- | ---------- | --------------- | --------------- | --------------- | ------------------ | ------------------ | ------------------ | ----------- | ----------- | ----------- | ------ | ------ |
| 2018-2019       | Strasburgo 2    | N3              | 4          | 0          |                 | -               | -               |                    | -                  | -                  |             | -           | -           | 4      | 0      |
| 2019-2020       | Strasburgo 2    | N3              | 6          | 0          |                 | -               | -               |                    | -                  | -                  |             | -           | -           | 6      | 0      |
| 2020-2021       | Strasburgo 2    | N3              | 3          | 0          |                 | -               | -               |                    | -                  | -                  |             | -           | -           | 3      | 0      |
| 2021-2022       | Strasburgo 2    | N3              | 4          | 1          |                 | -               | -               |                    | -                  | -                  |             | -           | -           | 4      | 1      |
| 2021-2022       | Strasburgo      | L1              | 5          | 0          | CF              | 0               | 0               |                    | -                  | -                  |             | -           | -           | 5      | 0      |
| Totale carriera | Totale carriera | Totale carriera | 22         | 1          |                 | 0               | 0               |                    | -                  | -                  |             | -           | -           | 22     | 1      |